# Список флагов Бутана
Ниже представлен список флагов Бутана.

## Государственные флаги
| Изображение флага | Период использования | Использование              | Описание |
| ----------------- | -------------------- | -------------------------- | --- |
|                   | 1969 - н. в.         | Флаг Бутана                | Разделён диагональной прямой, проходящей из левого нижнего угла к правому верхнему. Верхняя часть жёлтая, нижняя — оранжевая, между ними расположено изображение дракона (Друка), держащего четыре драгоценных камня в своих лапах. |
|                   | 1969 - н. в.         | Флаг Бутана (вертикальный) | |
|                   | 1969 - н. в.         | Вариант флага Бутана       | |

## Военные флаги
| Изображение | Период использования | Использование                          | Описание |
| ----------- | -------------------- | -------------------------------------- | --- |
|             | 1958 – н. в.         | Флаг Королевской бутанской армии       | Горизонтальный триколор, состоящий из белой, чёрной и красной полос с флагом Бутана в левом верхнем углу и специальным ножом слева.                             |
|             | 1958 – н. в.         | Флаг Королевских телохранителей Бутана | Разделён диагональной линией, проходящей из левого нижнего угла к правому верхнему. Верхняя часть жёлтая, нижняя — красная. Между ними расположена Дхармачакра. |

## Полицейские флаги
| Изображение | Период использования | Использование                               | Описание                                                                                                 |
| ----------- | -------------------- | ------------------------------------------- | --- |
|             | 19?? - н. в.         | Флаг Королевской бутанской полиции          | Вертикальный триколор, состоящий из белой, синей и красной полос, с флагом Бутана в правом верхнем углу. |
|             | 19?? - н. в.         | Вариант флага Королевской бутанской полиции | Обычный полицейский флаг, но на флаге Бутана не изображён дракон.                                        |

## Флаги политических партий
| Изображение | Период использования | Использование                       | Описание |
| ----------- | -------------------- | ----------------------------------- | --- |
|             | 2003 – н. в.         | Флаг Коммунистической партии Бутана | Красный флаг с белыми серпом и молотом в левом верхнем углу. |
|             | 1990 - н. в.         | Флаг Народной партии Бутана         | Разделён диагональной линией, проходящей из левого нижнего угла к правому верхнему. Верхняя часть белая, нижняя — зелёная. В левом верхнем углу расположена жёлтая пятиконечная звезда. |

## Исторические флаги
| Изображение | Период использования | Использование      | Описание |
| ----------- | -------------------- | ------------------ | --- |
|             | 1949 - 1956          | Первый флаг Бутана | Разделён диагональной линией, проходящей из левого нижнего угла к правому верхнему. Верхняя часть жёлтая, нижняя — красная, между ними расположено изображение дракона, держащего четыре драгоценных камня в своих лапах. |
|             | 1956 - 1969          | Второй флаг Бутана | Разделён диагональной линией, проходящей из левого нижнего угла к правому верхнему. Верхняя часть жёлтая, нижняя — красная, между ними расположено изображение дракона, держащего четыре драгоценных камня в своих лапах. |